# Skocznia narciarska w Jastrzębiu-Zdroju
Skocznia narciarska w Jastrzębiu-Zdroju – nieistniejąca obecnie skocznia narciarska położona w Jastrzębiu-Zdróju, na terenie Parku Zdrojowego.
Skocznia powstała w 1929 roku z inicjatywy członków Jastrzębskiego Klubu Narciarskiego. Z powodu braku śniegu w kolejnych latach, jej oficjalne otwarcie nastąpiło dopiero 21 lutego 1932 roku. W momencie otwarcia była to jedyna skocznia narciarska na Górnym Śląsku. W ramach uroczystości odbył się konkurs o puchar Jastrzębia-Zdroju, który zwyciężył Karol Kopiec z Rybnika, przed Konradem Szwedą z Królewskiej Huty oraz Antonim Wodeckim z Jastrzębia-Zdroju.

Jastrzębski obiekt był drewnianą, niewielką skocznią treningową, pozwalająca oddawać skoki na odległość ok. 15 metrów. Służył głównie młodzieży szkolnej oraz lokalnym zawodnikom (skakał na niej m.in. Feliks Cnota, ojciec Jerzego Cnoty). Skocznia przetrwała II wojnę światową, natomiast w latach 50. XX wieku, ze względu na stan techniczny konstrukcję rozebrano.